# Cordulegaster obliqua
Cordulegaster obliqua là loài chuồn chuồn trong họ Cordulegastridae. Loài này được Say mô tả khoa học đầu tiên năm 1840.